# كلارك كنت (ملحن)
كلارك كنت (بالإنجليزية: Clark Kent)‏ هو ملحن ومنتج أسطوانات أمريكي، ولد في 28 سبتمبر 1966 في بنما.

## وصلات خارجية
- كلارك كنت على موقع IMDb (الإنجليزية)
- كلارك كنت على موقع ميوزك برينز (الإنجليزية)
- كلارك كنت على موقع أول ميوزيك (الإنجليزية)
- كلارك كنت على موقع ديسكوغز (الإنجليزية)
- كلارك كنت على موقع ديسكوغز (الإنجليزية)